# Campeonato Sub-19 femenino de la AFC de 2007
El Campeonato Sub-19 femenino de la AFC de 2007 fue la cuarta edición del Campeonato Sub-19 femenino de la AFC. Se llevó a cabo del 5 al 16  de octubre de 2007 en Chongqing, China.

## Clasificación
| - China - Corea del Norte - Australia - Japón | - Corea del Sur - Tailandia - China Taipéi - Birmania |

## Fase de grupos

### Grupo A
| Equipo          | PJ | PG | PE | PP | GF | GC | Dif. | Pts. |
| --------------- | -- | -- | -- | -- | -- | -- | ---- | ---- |
| Corea del Norte | 3  | 3  | 0  | 0  | 8  | 2  | +6   | 9    |
| Japón           | 3  | 2  | 0  | 1  | 10 | 3  | +7   | 6    |
| Australia       | 3  | 1  | 0  | 2  | 3  | 4  | -1   | 3    |
| Birmania        | 3  | 0  | 0  | 3  | 1  | 13 | -12  | 0    |

| 6 de octubre de 2007 | Corea del Norte                              | 3-0 | Birmania | Centro de Deportes Olímpicos de Chongqing,              |                                                         |
| 16:00                | Un-Sim 44' · Un-Hyang 50 (pen)' · Hu-Nam 65' |     |          | Asistencia: 500 espectadores Árbitro(s): Praew Semaksuk | Asistencia: 500 espectadores Árbitro(s): Praew Semaksuk |

| 6 de octubre de 2007 | Japón    | 1-0 | Australia | Centro de Deportes Olímpicos de Chongqing,                |                                                           |
| 18:15                | Kira 21' |     |           | Asistencia: 300 espectadores Árbitro(s): Pannipar Kamueng | Asistencia: 300 espectadores Árbitro(s): Pannipar Kamueng |

| 8 de octubre de 2007 | Birmania | 0-8 | Japón                                                                     | Centro de Deportes Olímpicos de Chongqing,         |                                                    |
| 16:00                |          |     | Ataeyama 11' · Nakade 37', 44', 73' · Tanaka 48' · Yamazaki 50', 67', 77' | Asistencia: 100 espectadores Árbitro(s): Kim Mi-Ok | Asistencia: 100 espectadores Árbitro(s): Kim Mi-Ok |

| 8 de octubre de 2007 | Australia       | 1-2 | Corea del Norte                | Centro de Deportes Olímpicos de Chongqing,          |                                                     |
| 18:15                | Butt 13 (pen.)' |     | Hu-Nam 41' · Un-Sim 83 (pen.)' | Asistencia: 1,000 espectadores Árbitro(s): Wang Jia | Asistencia: 1,000 espectadores Árbitro(s): Wang Jia |

| 10 de octubre de 2007 | Corea del Norte                        | 3-1 | Japón        | Centro de Deportes Olímpicos de Chongqing,                |                                                           |
| 16:00                 | Hu-Nam 26' · Un-Sim 62' · Jong-Sim 70' |     | Ataeyama 16' | Asistencia: 500 espectadores Árbitro(s): Pannipar Kamueng | Asistencia: 500 espectadores Árbitro(s): Pannipar Kamueng |

| 10 de octubre de 2007 | Australia              | 2-1 | Birmania | Estadio Datianwan,                                      |                                                         |
| 16:00                 | Connor 33' · Simon 53' |     | Lwin 32' | Asistencia: 150 espectadores Árbitro(s): Praew Semaksuk | Asistencia: 150 espectadores Árbitro(s): Praew Semaksuk |

### Grupo B
| Equipo        | PJ | PG | PE | PP | GF | GC | Dif. | Pts. |
| ------------- | -- | -- | -- | -- | -- | -- | ---- | ---- |
| Corea del Sur | 3  | 2  | 1  | 0  | 10 | 2  | +8   | 7    |
| China         | 3  | 2  | 1  | 0  | 8  | 1  | +7   | 7    |
| Tailandia     | 3  | 1  | 0  | 2  | 3  | 5  | -2   | 3    |
| China Taipéi  | 3  | 0  | 0  | 3  | 0  | 13 | -13  | 0    |

| 5 de octubre de 2007 | Corea del Sur                                                                      | 6-0 | China Taipéi | Centro de Deportes Olímpicos de Chongqing,             |                                                        |
| 16:00                | Huei-Tzu 2 (a.g.)' · Hah-Nui 17' · Young-A 44' · Hae-in 52', 73' · Young-Jeong 63' |     |              | Asistencia: 500 espectadores Árbitro(s): Bentla D'Coth | Asistencia: 500 espectadores Árbitro(s): Bentla D'Coth |

| 5 de octubre de 2007 | China                          | 2-0 | Tailandia | Centro de Deportes Olímpicos de Chongqing,             |                                                        |
| 18:15                | Peangthem 76 (a.g.)' · Wei 88' |     |           | Asistencia: 500 espectadores Árbitro(s): Etsuko Fukano | Asistencia: 500 espectadores Árbitro(s): Etsuko Fukano |

| 7 de octubre de 2007 | Tailandia         | 1-3 | Corea del Sur                 | Centro de Deportes Olímpicos de Chongqing,                 |                                                            |
| 16:00                | Srangthaisong 19' |     | Young-A 29', 90' · Hae-In 76' | Asistencia: 7,000 espectadores Árbitro(s): Jacqui Melksham | Asistencia: 7,000 espectadores Árbitro(s): Jacqui Melksham |

| 7 de octubre de 2007 | China Taipéi | 0-5 | China                                             | Centro de Deportes Olímpicos de Chongqing,             |                                                        |
| 18:15                |              |     | Shukun 13' · Wen 24' · Zixiang 28', 66' · Wei 63' | Asistencia: 1,000 espectadores Árbitro(s): Ri Hyang-Ok | Asistencia: 1,000 espectadores Árbitro(s): Ri Hyang-Ok |

| 9 de octubre de 2007 | Tailandia               | 2-0 | China Taipéi | Centro de Deportes Olímpicos de Chongqing,             |                                                        |
| 16:00                | Romyen 8' · Chawong 60' |     |              | Asistencia: 100 espectadores Árbitro(s): Etsuko Fukano | Asistencia: 100 espectadores Árbitro(s): Etsuko Fukano |

| 9 de octubre de 2007 | China      | 1-1 | Corea del Sur | Estadio Datianwan,                                       |                                                          |
| 16:00                | Xiaoxu 41' |     | Hae-in 80'    | Asistencia: 1,000 espectadores Árbitro(s): Bentla D'Coth | Asistencia: 1,000 espectadores Árbitro(s): Bentla D'Coth |

## Fase final

### Soporte
|  | Semifinales                   | Semifinales                   |   |                               | Final                         | Final |  |
|  |                               |                               |   |                               |                               |       |  |
|  |                               |                               |   |                               |                               |       |  |
|  | 13 de octubre de 2007 - 16:00 |                               |   |                               |                               |       |  |
|  | Corea del Sur                 | 0 (5)                         |   |                               |                               |       |  |
|  | Japón                         | 0 (6)                         |   |                               |                               |       |  |
|  |                               |                               |   |                               |                               |       |  |
|  |                               |                               |   |                               | 16 de octubre de 2007 - 19:00 |       |  |
|  |                               |                               |   |                               | Corea del Norte               | 1     |  |
|  |                               | Japón                         | 0 |                               |                               |       |  |
|  |                               |                               |   |                               |                               |       |  |
|  |                               |                               |   |                               |                               |       |  |
|  |                               |                               |   |                               | Tercer lugar                  |       |  |
|  | 13 de octubre de 2007 - 19:00 | 13 de octubre de 2007 - 19:00 |   | 16 de octubre de 2007 - 16:00 | 16 de octubre de 2007 - 16:00 |       |  |
|  | Corea del Norte               | 4                             |   | Corea del Sur                 | 0                             |       |  |
|  | China                         | 1                             |   |                               | China                         | 1     |  |

### Semifinales
| 13 de octubre de 2007 | Corea del Sur | 0-0 (5-6 p.) | Japón | Centro de Deportes Olímpicos de Chongqing,               |                                                          |
| 16.00                 |               |              |       | Asistencia: 600 espectadores Árbitro(s): Jacqui Melksham | Asistencia: 600 espectadores Árbitro(s): Jacqui Melksham |

| 13 de octubre de 2007 | Corea del Norte                            | 4-1 | China        | Centro de Deportes Olímpicos de Chongqing,                  |                                                             |
| 19:00                 | Su-Ok 6' · Song-Mi 36' · Ye-Gyong 47', 86' |     | Xiaoqing 76' | Asistencia: 1,000 espectadores Árbitro(s): Pannipar Kamueng | Asistencia: 1,000 espectadores Árbitro(s): Pannipar Kamueng |

#### Tercer lugar
| 16 de octubre de 2007 | Corea del Sur | 0-1     | China        | Centro de Deportes Olímpicos de Chongqing,               |                                                          |
| 16:00                 |               | Reporte | Xiaoqing 77' | Asistencia: 7,000 espectadores Árbitro(s): Bentla D'Coth | Asistencia: 7,000 espectadores Árbitro(s): Bentla D'Coth |

### Final
| 16 de octubre de 2007 | Corea del Norte | 1-0     | Japón | Centro de Deportes Olímpicos de Chongqing,                |                                                           |
| 19:00                 | Un-Sim 22'      | Reporte |       | Asistencia: 5,000 espectadores Árbitro(s): Praew Semaksuk | Asistencia: 5,000 espectadores Árbitro(s): Praew Semaksuk |